# Charlie Smalls
Charlie Smalls (Queens, 25 ottobre 1943 – 27 agosto 1987) è stato un compositore e paroliere statunitense.

## Biografia
Bambino prodigio, Charlie Smalls cominciò a studiare musica alla Juilliard School all'età di undici anni nel 1954. Nel 1975 il suo mucial The Wiz debuttò a Broadway e vinse il Tony Award al miglior musical, mentre Smalls vinse il Tony Award alla migliore colonna sonora originale.
Morì improvvisamente in Belgio all'età di quarantatré anni per problemi legati ad un'appendicite. All'epoca era impegnato in una relazione con la ballerina Sue Samuels e aveva un figlio, Michael.

## Filmografia

### Colonne sonore
- I'm Magic (The Wiz), regia di Sidney Lumet (1978)